# Progetto Babilonia

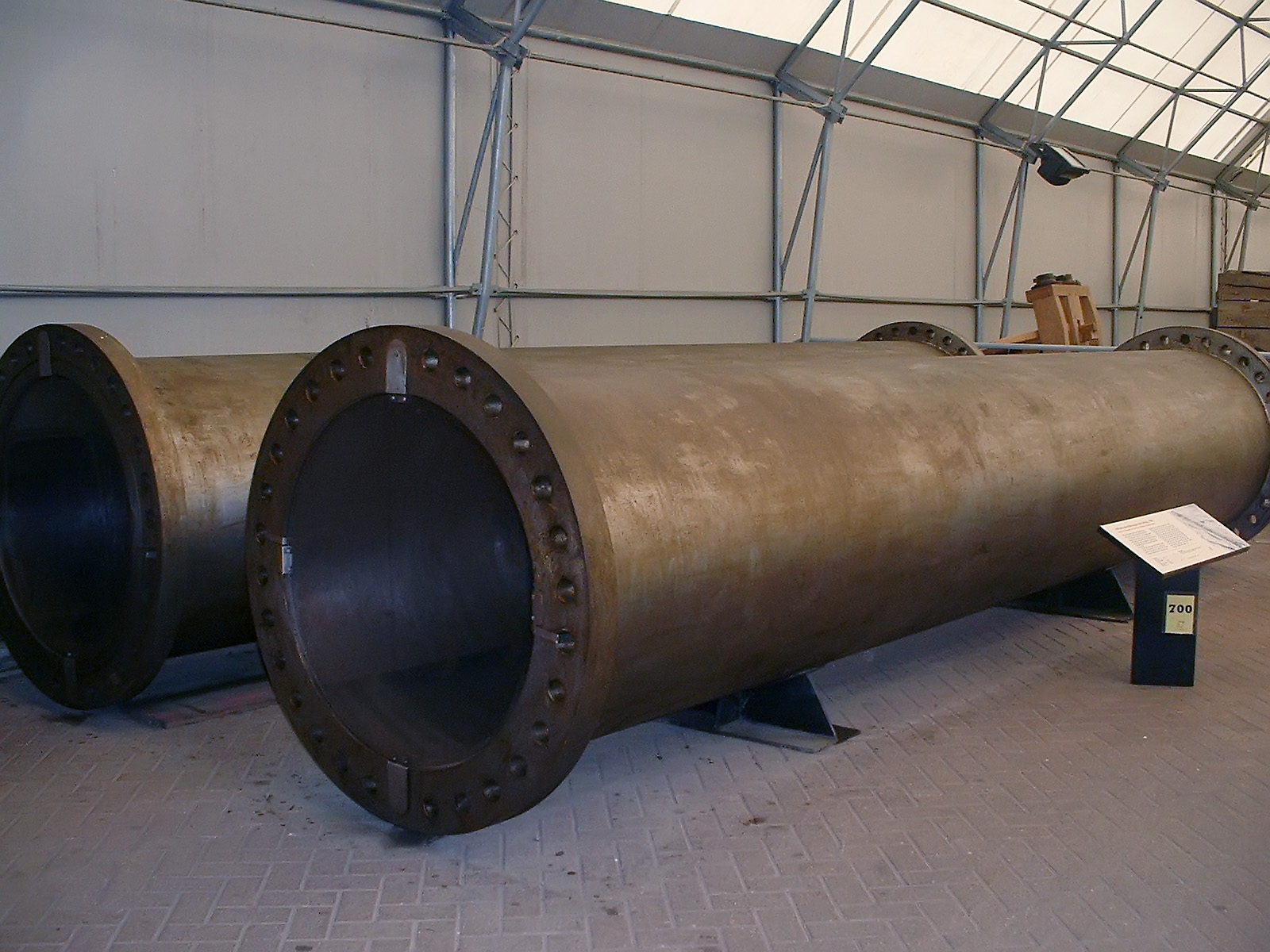
Una sezione della canna del Babylon, conservata a Fort Nelson.

Progetto Babilonia è un programma commissionato dall'Iraq di Saddam Hussein alla fine degli anni ottanta con lo scopo di realizzare una serie di supercannoni a lunghissima gittata. Ampiamente basato sul Progetto HARP statunitense degli anni sessanta, venne portato avanti dall'esperto di artiglieria canadese Gerald Bull. Probabilmente il programma venne interrotto già nel 1990 in seguito all'omicidio di Bull, ma comunque tutti i componenti di queste superarmi furono distrutti dalle Nazioni Unite l'anno successivo, dopo la sconfitta irachena nella guerra del Golfo.

## Storia

### Sviluppo
Le origini del Progetto Babilonia risalgono al 1988, quando Bull venne incaricato dagli iracheni di sviluppare una serie di supercannoni in grado di sparare proiettili di grandi dimensioni su lunghissime distanze.
In realtà Bull era presente in Iraq già dal 1981: infatti, con lo scoppio della guerra contro il vicino Iran, il Paese di Saddam Hussein contattò Bull, dando vita ad una collaborazione decennale che si concluse solo nel 1990, quando il progettista venne assassinato. In questo arco di tempo, il canadese progettò potenti pezzi di artiglieria per le forze armate irachene, come l'Al Fao da 210 mm ed il Majnoon da 155 mm, entrambi semoventi. Inoltre, un altro cannone da 155, sempre di sua progettazione, fu usato dal Paese mediorientale in circa 300 esemplari. In quel periodo, la collaborazione di Bull con l'Iraq era ben vista in Occidente, data l'ostilità verso la Rivoluzione khomeinista in Iran ed per il fatto che Saddam la stava combattendo con una guerra.
A causa del conflitto con l'Iran, gli iracheni avevano un forte bisogno di cannoni a lunga gittata. Bull decise quindi di riproporre l'idea di un supercannone che fosse in grado, tra l'altro, di essere utilizzato come lanciatore spaziale per la messa in orbita di satelliti. Il canadese, infatti, tra il 1962 ed il 1967, aveva lavorato al Progetto HARP (High Altitude Research Project), con Stati Uniti e Canada, che riguardava appunto un sistema di questo tipo. Il progetto era stato poi cancellato. Il dittatore iracheno, comunque, apprezzò l'idea e nel marzo 1988 fu ratificato un contratto da 25 milioni di dollari per la realizzazione di tre cannoni: due da 1.000 mm (chiamati, appunto, Babilonia, o Babylon in lingua inglese) ed un prototipo, più piccolo, da 350 mm (chiamato Baby Babylon). Il programma venne designato con il nome in codice di PC-2 (Petrochemical Complex-2, ovvero Complesso Petrolchimico 2), in modo da poter acquistare i componenti del supercannone all'estero come macchinari per un complesso petrolifero. Il "project manager" del programma era l'ingegnere britannico Christopher Cowley.
Stando alle dichiarazioni di un disertore iracheno, il cannone sarebbe dovuto servire essenzialmente a due scopi:
- per attacco a lungo raggio con armi nucleari, biologiche o chimiche;
- come arma antisatellite (ASAT), sparando un proiettile nello spazio che sarebbe dovuto ricadere in atmosfera per esplodere nei pressi del bersaglio.

Nel maggio 1989, venne ultimata la costruzione del prototipo, chiamato Baby Babylon. Il cannone era stato costruito presso la località di Jabal Hamrayn, che si trova a 145 km a nord della capitale Baghdad. I componenti per il cannone "definitivo", invece, erano in costruzione in Gran Bretagna, ufficialmente come tubature del Complesso Petrolchimico 2. I servizi segreti statunitensi e britannici, comunque, erano al corrente della cosa.
Altri componenti erano inoltre stati ordinati a ditte di Inghilterra, Spagna, Paesi Bassi e Svizzera.

### Fine del programma
Il Progetto Babilonia ricevette un brusco rallentamento in seguito all'uccisione di Bull, avvenuta il 22 marzo 1990, ad opera di agenti israeliani.
Un altro imprevisto alla costruzione del supercannone fu il sequestro, effettuato tre settimane dopo dalle dogane britanniche, di otto sezioni finali del Babylon. Alla dogana chiesero il progetto dello stabilimento petrolchimico per cui sarebbero dovuti servire i pezzi, ma il governo iracheno non riuscì a produrlo, cosa che comportò il mancato imbarco dei pezzi e il loro sequestro. Dal punto di vista giuridico, comunque, la cosa non ebbe seguito, visto che si trattava di un'attività al limite della legge ma non vietata da questa.
Ogni forma di collaborazione con l'Occidente, tuttavia, cessò in seguito all'invasione irachena del Kuwait, il 2 agosto dello stesso anno.
Dopo la fine della guerra, le Nazioni Unite distrussero il Baby Babylon, i componenti che erano stati costruiti per il Babylon, oltre al propellente che sarebbe dovuto servire a lanciare i proiettili.
Il programma, tuttavia, pare che non sia stato interrotto dopo la guerra. Infatti, nel 1995, l'UNSCOM ricevette alcune informazioni secondo le quali gli iracheni avevano un progetto riguardante un supercannone da 600 mm. Non si ha comunque notizia di sviluppi.

## Descrizione tecnica

### Caratteristiche generali

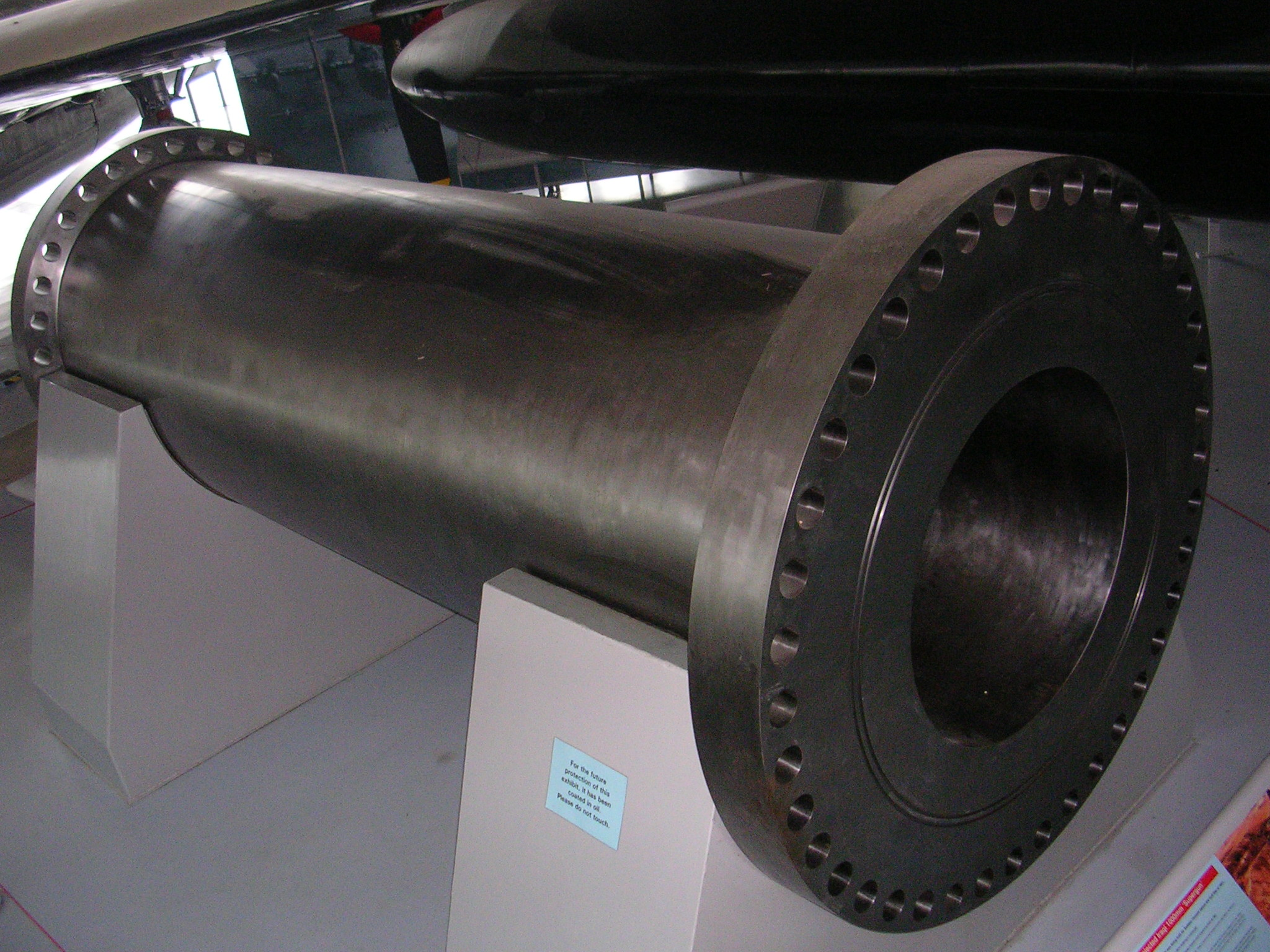
Un'altra sezione del supercannone Babylon, conservata a Duxford.

I cannoni del Programma Babilonia sarebbero stati di grandi dimensioni: il progetto definitivo, infatti, prevedeva un sistema d'arma con una canna lunga oltre 150 m.
Si sarebbe trattato di un sistema progettato sia per l'attacco a lunghissimo raggio (nell'ordine dei 1.000 km), sia per la distruzione di satelliti. I proiettili avrebbero dovuto utilizzare anche diverse tonnellate di uno speciale propellente come carica di lancio.
Tuttavia, come sistema d'arma, questo non fu ritenuto una grande minaccia, almeno dagli israeliani. Infatti, viste le dimensioni, si poteva individuare e neutralizzare con una certa facilità, senza contare che si trattava comunque di un sistema "fisso", capace di sparare in una sola direzione. Si ritiene che i motivi dell'omicidio da parte di agenti israeliani di Bull siano riconducibili non tanto ai lavori che questi stava effettuando per il cannone, quanto piuttosto alle ricerche aerodinamiche che stava conducendo per migliorare i missili balistici iracheni. Lo scrittore e giornalista Frederick Forsyth sostenne invece nel suo libro "Il pugno di Dio", storia romanzata della guerra del golfo e del supercannone, che Bull fu assassinato dagli stessi iracheni per impedirgli di spifferare notizie sulla nuova arma, dato che costui intratteneva rapporti cordiali con tutti, americani e israeliani compresi, ed era particolarmente incline a parlare apertamente dei suoi progetti.

### Baby Babylon
Il cosiddetto Baby Babylon costituiva il prototipo in scala ridotta del definitivo cannone. Completato nel maggio 1989, si trattava di un pezzo da 350 mm, pesante 102 t e con una canna lunga 45 m. La gittata utile fu stimata in 750 km. Questo cannone venne utilizzato per svolgere dei test con proiettili in piombo. Dopo queste sperimentazioni, si decise di riposizionare il Baby Babylon sul lato di una collina, inclinato di 45 gradi.
Dopo la guerra, il cannone venne distrutto dalle Nazioni Unite, insieme con sette proiettili (gli unici che furono ritrovati).

### Babylon
Il cannone cosiddetto Babylon, da 1.000 mm, avrebbe dovuto essere il modello definitivo. Previsto in due esemplari, per le sue dimensioni doveva essere costruito in sezioni.
- canna: avrebbe dovuto essere composta da 26 sezioni da 6 m l'una, per una lunghezza totale di 156 m. Il peso complessivo avrebbe dovuto raggiungere le 1.510 t. Alla fine della guerra furono ritrovate (e distrutte dalle squadre ONU) 44 sezioni di canna[1].
- Culatta: un blocco da 165 t[1].
- Meccanismo di rinculo: composto da quattro cilindri da 220 t l'uno. Alla fine del conflitto ne furono ritrovati quattro[1]. La forza di rinculo prevista era di 27.000 t (equivalente ad una bomba atomica, e sufficiente a produrre una scossa sismica capace di essere rilevata dagli strumenti di tutto il mondo)[1].

Il Babylon avrebbe dovuto essere in grado di sparare un proiettile da 600 kg alla distanza di 1.000 km, oppure un proiettile a razzo del peso di 2.000 kg in orbita (in questo caso, il carico utile sarebbe stato di 200 kg, con un costo di 600 dollari statunitensi a kg).
Per sparare questi proiettili sarebbero state necessarie 9 t di propellente speciale per ogni colpo (alla fine della guerra ne furono ritrovate 12 t, 11 delle quali vennero distrutte dagli iracheni e la restante parte dalle squadre ONU).

## Nella cultura popolare
- Nel romanzo Tom Clancy Splinter Cell: I signori del fuoco viene immaginato che il Progetto Babilonia sia stato segretamente portato a termine dal braccio destro di Gerard Bull, fuggito dall'Iraq prima della guerra, grazie al sostegno di un gruppo terroristico internazionale che intende usarlo per scopi di distruzione di massa. È proprio il nuovo supercannone, soprannominato Babylon Phoenix, l'arma segreta che si cela dietro le trame misteriose del romanzo.
- Nel romanzo di Frederick Forsyth Il pugno di Dio, ambientato durante la prima Guerra del Golfo, è riportata la storia del supercannone di Bull che viene immaginato però come realmente costruito dall'esercito Iracheno per sparare un unico proiettile atomico esattamente in mezzo all'accampamento dei soldati USA in Arabia Saudita con lo scopo di far assurgere Saddam Hussein ad unico condottiero dell'intero Islam.